# Dysmicoccus howrahicus
Dysmicoccus howrahicus är en insektsart som beskrevs av Williams 1985. Dysmicoccus howrahicus ingår i släktet Dysmicoccus och familjen ullsköldlöss. Inga underarter finns listade i Catalogue of Life.